# Шоабдурахимов, Шоиноят Рахимович
Шоиноя́т Рахи́мович Шоабдурахи́мов (сентябрь 1929, Ташкент, УзССР, СССР — 29 января 2021, Ташкент, Узбекистан) — советский и узбекистанский хозяйственный и государственный деятель, начальник Ташкентского метрополитена в 1976—1989 и 1992—1996 годах, заслуженный работник транспорта Узбекистана.
Начальник Ташкентского отделения Среднеазиатской железной дороги, заместитель председателя Ташкентского городского совета народных депутатов.

## Биография
Родился в сентябре 1929 года в городе Ташкенте Узбекской ССР в составе СССР.
В 1954 году окончил Ташкентский институт инженеров железнодорожного транспорта, после работал начальником Ташкентского отделения Среднеазиатской железной дороги, избирался заместителем председателя Ташкентского городского совета народных депутатов.
В 1976 году стал первым руководителем Ташкентского метрополитена, проработав на этой должности чуть менее 30 лет (в 1976—1989-х и 1992—1996 годах).
Скончался 29 января 2021 года в Ташкенте.

## Награды

### Награды Узбекистана
- Орден «Дустлик»[1];
- Почётное звание «Заслуженный работник транспорта Республики Узбекистан»[1][2][3];

### Награды СССР
- 2 ордена Трудового Красного Знамени[1];
- Орден Дружбы народов[1];
- Орден «Знак Почёта»[1];
- Нагрудный знак «Почётный железнодорожник УзССР»[1];
- Нагрудный знак «Отличник народного образования УзССР»[1];
- Нагрудный знак «Почётный работник пассажирского транспорта УзССР»[1].